# Route nationale 27 (France)
Pour les articles homonymes, voir N27 et Route nationale 27.

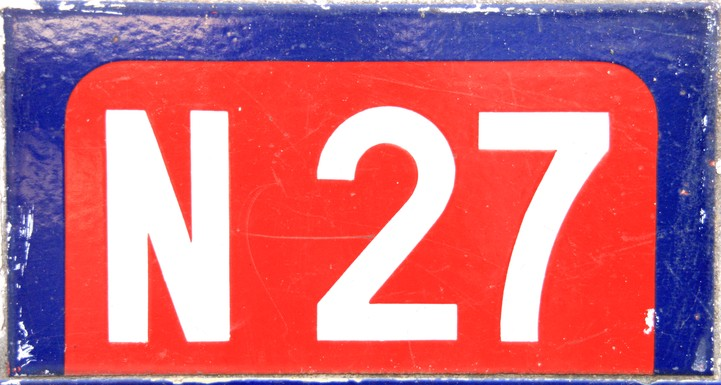
Cartouche de la N 27.

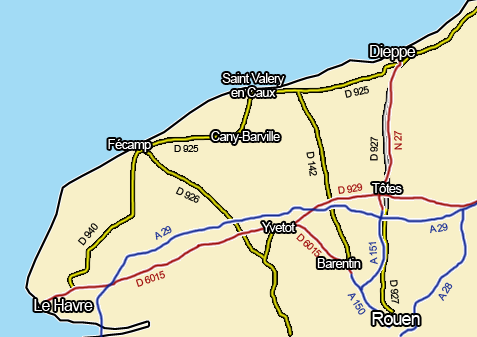
Vue général des axes principaux et de la RN 27 en Seine-Maritime.

La route nationale 27 (ou RN 27) est une route nationale française reliant actuellement l'A 151 (Roumare - Tôtes), elle-même reliée à l'A150 (Rouen - Yvetot), à Dieppe. La RN 27 fait partie de l'axe Rouen - Dieppe.

## Historique
Avant la réforme de 1972, la RN 27 reliait Maromme aux Vertus, le tronçon des Vertus à Dieppe appartenant alors à la route nationale 15 de l'époque, aujourd'hui renumérotée RD 915.
Entre Maromme et Tôtes, elle est dédoublée par les autoroutes A 150 et A 151.
Entre Tôtes et Calnon, son nouveau tracé est en voie express à 2×2 voies depuis les années 1990, l'ancien tracé a été déclassé en RD 927.
En 2006, la section entre Maromme et l'A29 (Tôtes) a été déclassée en RD 927.
La voie express devrait à terme être mise aux normes autoroutières. La RN 27 ne devrait donc plus exister, et laisser place à l'A 151 jusqu'à Dieppe.

## De Maromme à Dieppe

### De Maromme à Tôtes
La section a été déclassée en RD 927. Les communes traversées sont :
- Maromme (km 0)
- Notre-Dame-de-Bondeville (km 1)
- Le Houlme (km 3)
- Malaunay (km 5)
- Les Cambes, commune d'Anceaumeville (km 11)
- Le Valmartin, communes du Bocasse et de Saint-Ouen-du-Breuil (km 17)
- Tôtes (km 24)

### De Tôtes à Dieppe
La route est en voie express jusqu'à Calnon et ne traverse aucun village, l'ancien tracé a été déclassé en RD 927. Les communes traversées sont :
- Tôtes (km 24)
- Biville-la-Baignarde (km 29)
- Bennetot, commune de Beauval-en-Caux (km 33)
- Belmesnil (km 35)
- Bertreville-Saint-Ouen (km 39)
- Calnon, commune de Manéhouville (km 42)
- Sauqueville (km 45)
- Saint-Aubin-sur-Scie (km 46)
- Les Vertus, commune de Saint-Aubin-sur-Scie (km 47)
- Dieppe (km 52)

## Voie rapide (A151 & N27)

### A151

#### De Roumare (A150) à Malaunay (ConcessionDIR Nord-Ouest- Section gratuite)
- Échangeur entre A150 et A151 : Rouen, Maromme, Canteleu (demi-échangeur)
  -  Début de l'autoroute A151
  -   Avant virage.
  -  Traversée d'un virage.
  -  Fin de traversée d'un virage.
- 1 Malaunay (D927) : Eslettes, Montville, Malaunay

#### De Malaunay à Varneville-Bretteville (ConcessionSAPN- Section gratuite)
- Échangeur entre A29 et A151 : Fécamp, Le Havre, Amiens, Calais, Caen
- D2 : Val-de-Saâne, Clères, Barentin, Varneville-Bretteville
  -    L'A151 devient la RN 27

### N27

#### De Varneville-Bretteville à Arques-la-Bataille (ConcessionDIR Nord-Ouest- Section gratuite)
- RD 927 - RD 929 : Tôtes, Yerville, Saint-Saëns, Yvetot, Le Havre par RD
- D353 : Biville-la-Baignarde, Beauval-en-Caux, Auffay, Val-de-Saâne
- D149 : Belmesnil, Omonville, Bacqueville-en-Caux, Longueville-sur-Scie
- D108 : Manéhouville, Auppegard, Brachy, Bertreville-Saint-Ouen, Omonville
  -   Réduction à 2x1 voies et limitation à 90 km/h
- Carrefour giratoire entre D 915 et N 27 : 
  - D915 :  A28,  Amiens, Paris, Beauvais, Les Grandes-Ventes, Aubermesnil-Beaumais, Torcy-le-Petit - Torcy-le-Grand
  - N27 : Dieppe, Rouxmesnil-Bouteilles, Arques-la-Bataille, Car ferries, château d'Arques, zones industrielles
  - D915 : Tourville-sur-Arques, Saint-Aubin-sur-Scie, aérodrome de Dieppe - Saint-Aubin, château de Miromesnil
  - N27 :  A29,  Rouen, Le Havre, Yvetot, Tôtes, Bacqueville-en-Caux
  -    sur 1,5 km.
  -   Réduction à 2x1 voies et limitation à 90 km/h
- Carrefour giratoire entre D54, D54B, D23 et N27 : 
  - D23 : Aubermesnil-Beaumais, Arques-la-Bataille,château d'Arques
  - N27 :  A28,  Amiens,  A29,  Rouen, Paris, Beauvais, Les Grandes-Ventes, Torcy, Le Havre, Yvetot, Tôtes, Bacqueville-en-Caux, Tourville-sur-Arques
  - D54B: Dieppe, Rouxmesnil-Bouteilles, Car ferries, zones industrielles
  - D54 : Saint-Aubin-sur-Scie, Offranville

## Prolongement de Calnon à Dieppe
Ce prolongement d'une longueur totale de 13 km permet un gain de temps de 15 min entre Dieppe et Rouen, mais surtout, il permet à 15 000 véhicules de ne plus traverser la commune de Saint-Aubin-Sur-Scie et ainsi de stopper les risques et nuisances sonores pour les habitants.. Un ouvrage d'art, le viaduc de la Scie, surplombe la vallée de la Scie. L'ouverture de ce prolongement en 2x2 voies a eu lieu le 30 juin 2022.